# Ledermanniella onanae
Espèce
Statut de conservation UICN

 EN B2ab(iii) : En danger
Ledermanniella onanae est une espèce de plantes à fleurs de la famille des Podostemaceae, endémique du Cameroun.
L'épithète spécifique onanae lui a été attribuée en hommage au botaniste camerounais Jean-Michel Onana.